# La Musique intérieure
La Musique intérieure est un recueil de poèmes du journaliste et homme politique français Charles Maurras publié en mars 1925.

## Contexte
En 1923, Maurras n'est pas admis à l'Académie française face à la candidature de Charles Jonnart. Cet échec témoigne que « sa position d'homme de lettres est fragile [...] et combien lui manque une œuvre littéraire majeure qui donne poids et crédibilité à ses candidatures futures. ». En 1925, lors de l'élection de Paul Valéry à l'Académie française, Maurras prend « une véritable revanche littéraire » en publiant La Musique intérieure.

## Présentation
Il s'agit du « premier recueil anthologique de poésie de Maurras ». Cette anthologie est composée de poèmes écrits depuis la fin des années 1890 jusqu'à 1925 mais également de textes de sa jeunesse jusqu'ici cachés, voire certains inachevés, comme le dialogue d’Œdipe et Cypris ou Le Colloque des morts.

## Édition
Après l'échec de sa candidature parmi les immortels en 1923, il consent à une nouvelle stratégie éditoriale chez un éditeur grand public. Il engage une transition de la Nouvelle Librairie nationale vers des éditeurs plus grand public comme Flammarion. Maurras est longuement sollicité par l'éditeur Bernard Grasset après la Grande guerre et Daniel Halévy, directeur de la collection des « Cahiers verts » avec Georges Valois, tous deux maurrassiens convaincus. La collection des « Cahiers verts » est « un vrai succès éditorial, qui permet à leurs auteurs de jouer sur les deux tableaux du succès commercial et de la réputation auprès des cénacles littéraires et de prétendre à incarner la littérature moderne ». Selon Bruno Goyet, cette « normalisation éditoriale » offre à Maurras l'opportunité d'une rétrospective sur son passé mais libère aussi « un démon, celui de l’anarchiste blasphémateur ».

## Préface
La Musique intérieure est composée d'une longue préface de cent vingt pages encadrée de deux lettres dédicatoires à Daniel Halévy. La préface est elle-même découpée en sept parties.
- 1 : Le secret, Initiation
- 2 : Initiation
- 3 : L'erreur de Jeunesse
- 4 : Le vrai seul
- 5 : Poèmes en cours
- 6 : L'Art
- 7 : Aveu délibéré

Il s'en dégage deux sous-ensembles qui se compénètrent : un premier autobiographique entremêlé de réflexions littéraires (1, 2 et 3) et le deuxième plus d'ordre de l'autocritique littéraire, parsemé d'éléments biographiques (5, 6 et 7). Le tout est clos par l'aveu final de la publication-hommage. En effet, le recueil est dédié comme hommage posthume à Joachim Gasquet mort au champ d'honneur. La quatrième partie évoque la rencontre de Jean Moréas et sert de transition entre les deux sous-ensembles.
D'après Stéphane Giocanti, la préface illustre « la naissance du rythme chez ce poète qui s’enivre tôt des vers de Calendau (Calendal) de Mistral, et qui a mémorisé quantité de chants populaires provençaux et d’histoires écoutés dans son enfance ». Cette préface est complétée par les souvenirs martiguais des Quatre Nuits de Provence.

## Structure
Les poèmes sont très éclectiques mais appartiennent à des genres codifiés : « ballades médiévales, jeu-parti évoquant l’amour courtois, sonnets pétrarquisant, odes en alexandrins classiques, poèmes épiques, tous participent, par leur succession anachronique, à ce bouleversement apparent de l’ordre temporel ». Le recueil est scindé en livres selon l'exemple des longs poèmes antiques, « enfermés entre un prologue, le poème Destinée et un épilogue, le poème Optumo. sive Pessumo, ce qui renforce l’impression d’une cohérence de l’ensemble ».
- Destinée
- I : Prime : 6 poèmes
- II : None : 7 poèmes
- III : Les Poèmes en cours : 6 poèmes
- IV : Les Inscriptions et Les Sentences : 19 poèmes
- V : Le Mystère d'Ulysse : discours en 9 poèmes
- Optumo. sive Pessumo

## Analyse
Maurras fonde sa stratégie pour entrer à l'Académie française « sur son image de poète, située au centre d’un corpus qui invoque clairement le Maurras classique sans toutefois renier pleinement les aspirations verlainiennes et décadentistes de sa jeunesse ».
La Musique Intérieure invoque notamment la mystique de la nature et la projection héroïque. Maurras convoque un imaginaire riche de références mythiques au fil de ses poèmes. Il s'appuie aussi sur l'esthétique de l'appel par la répétition d'un schéma au début de chaque poème. C’est ainsi que le chant poétique se décline, au début de chaque poème, selon un schéma sinon identique du moins voisin : « un personnage interpelle l’au-delà dont il attend une réponse en une mystique d’oracle antique. Un constat d’échec, une attente en souffrance, souvent exaspérée, créent ce mouvement de questionnement métaphysique ».
L'auteur aime à se décrire tel « un poète silencieux, celui qui se contente d’une « musique intérieure » pour y puiser quelque paix ». Maurras pose un retour sur lui-même, sur ses luttes et sur son existence. Il se confie « désormais à un lecteur-frère, justifiant ce long retard, cette attente perpétuellement différée, par l’urgence impérieuse des combats, intérieurs ou extérieurs, contre les ennemis de la nation ».